# Кобуска-Веке
Кобуска-Веке (рум. Cobusca Veche) — село в Аненій-Нойському районі Молдови. Адміністративний центр однойменної комуни, до складу якої також входить село Флорешть.

## Населення
За даними перепису населення 2004 року у селі проживали 2079 осіб.
Національний склад населення села:
| Національність   | Кількість осіб | Відсоток   |
| ---------------- | -------------- | ---------- |
| молдавани румуни | 2050 5         | 98,6% 0,2% |
| українці         | 12             | 0,6%       |
| росіяни          | 9              | 0,4%       |
| гагаузи          | 2              | 0,1%       |
| євреї            | 1              | < 0,1%     |
| Всього           | 2079           | 100%       |